# Costești (Vaslui)
Costeşti è un comune della Romania di 3 235 abitanti, ubicato nel distretto di Vaslui, nella regione storica della Moldavia. 
Il comune è formato dall'unione di 6 villaggi: Lunca Costești, Chițcani, Costești, Dinga, Pîrvești, Puntișeni, Rădești.